# Diongol
Diongol est un village du Sénégal situé en Basse-Casamance. Il fait partie de la communauté rurale de Suelle, dans l'arrondissement de Sindian, le département de Bignona et la région de Ziguinchor.
Lors du dernier recensement (2002), la localité comptait 270 habitants et 38 ménages.